# Kodiak Interactive
Kodiak Interactive es ahora una extinta empresa desarrolladora de videojuegos. La empresa se formó en 1997 por George Metos, el expresidente y fundador de Sculptured Software y estuvo ubicada en Salt Lake City, Utah. Kodiak Interactive desarrolló juegos para Nintendo 64, PlayStation 2 y Xbox, así como para PC.

## Juegos desarrollados
- Monsters, Inc  (Playstation 2)
- Circus Maximus (PC)
- Circus Maximus: Chariot Wars  (PlayStation 2, Xbox)
- Stratosphere: Conquest of the Skies  (PC)
- WCW Backstage Assault (Nintendo 64, PlayStation)
- WCW Mayhem (Nintendo 64, PlayStation)